# 철선공주
철선공주(鐵扇公主)는 《서유기(西遊記)》에서 나오는 가공 인물로, 나찰녀(羅刹女)라고도 한다. 우마왕(牛魔王)의 부인이자 홍해아(紅孩兒)의 어머니로, 화염산(火燄山)의 불길을 잠재워주는 부채인 철선(鐵扇)을 보유했다.

## 생애
취운산(翠雲山)이라는 산의 파초동(芭蕉洞)이라는 동굴에서 살고 있으며, 가지고 있는 철선(鐵扇)으로 화염산(火焰山)의 불길을 다스리는 대가로 그 곳의 주민들을 착취하고 있었다. 삼장법사(奘三) 일행이 화염산을 지나가기 위해 철선을 빌리러 오자, 손오공(孫悟空)을 자신의 아들인 홍해아(紅孩兒)의 원수로 여기고 철선을 내주지 않은 채 손오공을 공격했다.
철선공주가 철선으로 손오공을 향해 부채질하자 거대한 회오리바람이 일며 손오공이 어디론가 날아갔으나, 다시 철선공주 앞에 나타나 결국 철선공주는 철선을 거두고 동굴 안으로 도망쳤다. 이에 손오공은 철선공주를 굴복시키고자 파리로 변신해 철선공주 안에 들어가서 뱃속을 공격해 철선공주가 철선을 빌려주도록 한다.
하지만 철선공주가 빌려준 철선은 가짜였고 이를 알아챈 손오공은 남편인 우마왕(牛魔王)으로 변신해 철선공주로부터 진짜 철선이 있는 곳과 사용법을 알아내어 철선공주를 따돌리고 철선을 가져갔다.